# Buzeta
Buzeta is een plaats in de gemeente Glina in de Kroatische provincie Sisak-Moslavina. De plaats telt 60 inwoners (2001).